# Ša'arej Chesed

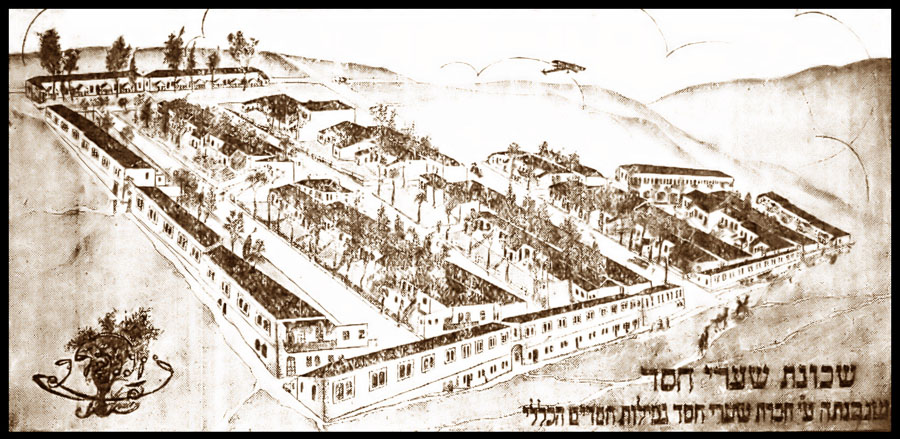
Původní podoba čtvrti Ša'arej Chesed na plánu z počátku 20. století

Ša'arej Chesed (hebrejsky: שערי חסד‎, doslova Brány Milosti) je městská čtvrť v centrální části Jeruzaléma v Izraeli.

## Geografie
Leží v nadmořské výšce cca 800 metrů, cca 2 kilometry západně od Starého Města. Na severu s ní sousedí čtvrť Nachla'ot, na jihu Rechavja. Na západ odtud se rozkládá areál budov veřejného významu včetně sídla izraelského parlamentu (knesetu). Na jihozápadním okraji čtvrti vyrostla v 70. letech 20. století moderní obytná čtvrť Kirjat Wolfson. Populace čtvrti je židovská.

## Dějiny
Jde o nábožensky zaměřené předměstí, které vzniklo roku 1909 pro usídlení chudých vrstev. Původně šlo o komplex přízemních domů tvořících uzavřený areál s centrálním nádvořím. Od roku 1975 prošla tato původní zástavba výraznou obnovou, při níž byla většina zdejších domů zvýšena. Fasády domů jsou památkově chráněné. Do čtvrti se stěhují bohatí ortodoxní Židé ze západní Evropy a USA. Funguje tu množství synagog, mimo jiné synagoga Gra Šul. Nejrušnější ulicí je ha-Keren ha-kajemet le-Jisra'el s četnými restauracemi a obchody. Stojí na ní i střední škola.